# 白层镇
白层镇，是中华人民共和国贵州省黔西南布依族苗族自治州贞丰县下辖的一个乡镇级行政单位。

## 行政区划
白层镇下辖以下地区：
糖桥社区、福怀村、纳杠村、纳笑村、那郎村、白层村、这硐村、里纳村、巧苗村、坝桥村、这内村、猫坡村、兴龙村、平袍村、坡烂村和坡们村。